# Robert Stack
Robert Stack, eigenlijk Charles Langford Modini Stack (Los Angeles, 13 januari 1919 – Beverly Hills, 14 mei 2003) was een Amerikaanse acteur.
Hij was de kleinzoon van Marina Perrini, een operazangeres aan het Scala theater in Milaan. Zijn vader was een beroepsmilitair. Toen de kleine Robert vijf was werd zijn vader overgeplaatst naar de Amerikaanse ambassade in Frankrijk. Robert ging in Parijs naar school en leerde eerder Frans dan zijn moedertaal. 
Op zijn elfde keerde hij terug naar Amerika.
Op zijn dertiende werd hij kampioen motorbootvaren. Hij werd lid van het Amerikaanse schuttersteam en speelde polo, saxofoon en klarinet aan de Southern Califiornia University. Een gebroken pols maakte een einde aan zijn carrière als sportman. 
Robert Stack volgde toneellessen en maakte op zijn twintigste zijn toneeldebuut. Kort daarna stond hij voor de camera als de jonge minnaar van Deanne Durbin in First love (1939) van Henry Koster. Zijn loopbaan werd onderbroken door de dienstplicht, maar na de Tweede Wereldoorlog zette hij zijn carrière voort.
Internationaal werd Robert beroemd met zijn rol in de televisieserie The Untouchables, waarin hij in de tijd van de drooglegging als politieagent Eliot Ness schoon schip maakte in Chicago.

## Geacteerd in films
- First love (1939)
- To Be or Not to Be (1942)
- The High and the Mighty (1954)
- Great day in the Morning (1956)
- Written on the Wind (1956)
- The Tarnished Angels (1957)
- The last voyage (1960)
- Paris brûle-t-il? (1966)
- Le Soleil des voyous (1967)
- 1941 (1979)
- Airplane! (1980)
- Joe Versus the Volcano (1989)

- Biblioteca Nacional de España: XX1109039
- Bibliothèque nationale de France: cb138999939 (data)
- Gemeinsame Normdatei: 140522247
- International Standard Name Identifier: 0000 0000 7689 8882
- Library of Congress Control Number: n78073876
- National Archives and Records Administration: 10581319
- Nationale Bibliotheek van Tsjechië: xx0214423
- Nationale Bibliotheek van Israël: 987007455077205171
- Nederlandse Thesaurus van Auteursnamen: 370880722
- SNAC: w69t4prj
- Système universitaire de documentation: 061622168
- Virtual International Authority File: 69116881
- WorldCat: E39PBJc3Cfv9RjFhbYcRKRCbBP